# Ultramafisches Gestein

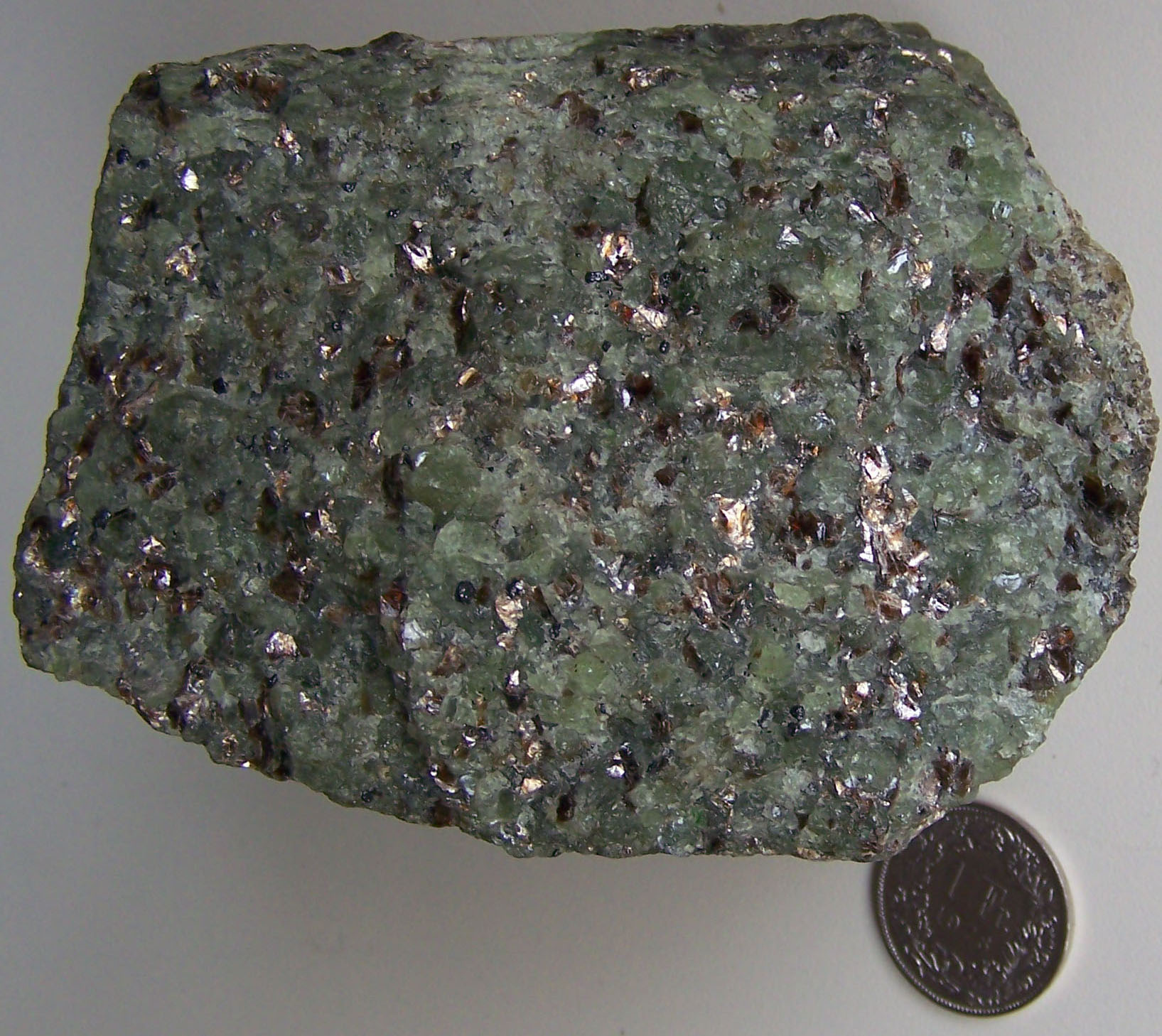
Handstück eines (phlogopitführenden) Peridotits aus der Ivrea-Zone der Alpen.

Klassifikationsdiagramm für plutonische ultramafische Gesteine

Ein ultramafisches Gestein, Ultramafitit oder auch holomelanokrates Gestein ist ein magmatisches Gestein, das zu 90 Volumenprozent oder mehr aus mafischen Mineralen bestehen, d. h. dessen Farbindex M > 90 ist. Das Gestein kann monomineralisch sein oder aus mehreren mafischen Mineralen wie Pyroxenen, Amphibolen, Olivin u. a. in wechselnden Verhältnissen bestehen. Der Olivin der Ultramafite kann in Serpentin verwandelt sein. Gewöhnlich wird der Begriff auch auf Metamorphite angewandt, die aus Magmatiten hervorgegangen sind und diesem Kriterium entsprechen.
Die Benennung von Ultramafititen ist im QAPF- oder Streckeisendiagramm aufgrund des äußerst geringen Anteils der dort berücksichtigten Minerale nicht möglich. Daher wird nach Schemata klassifiziert, die auf den oben genannten mafischen Mineralen basieren.
Beispiele für plutonische Ultramafitite sind Pyroxenit (nur Pyroxen), Hornblendit (nur Hornblende), Glimmerit (nur Glimmer) sowie Peridotit (Pyroxene und Olivin) mit den Unterformen Lherzolith, Harzburgit, Wehrlit und Dunit (letztgenannter mit mehr als 90 % Olivin).
Beispiele für vulkanische Ultramafitite sind Melilithit, Pikrit und Komatiit. Ein subvulkanischer Ultramafitit ist Kimberlit.
Bei Ultramafititen handelt es sich häufig um Fragmente des Erdmantels, die durch geologische Prozesse an die Erdoberfläche gelangten, wie etwa die Olivinbomben der Eifel oder Gesteinsschuppen in Orogenen (Ophiolithe). Auch durch Ansammlung von frühen Kristallisaten am Boden einer Magmakammer kann es zur Bildung von Ultramafititen kommen (z. B. Harzburgite), wo sie durch Anhäufung von Erzmineralen bedeutende Lagerstätten bilden können (z. B. Chromitite).
Der Begriff des ultramafischen Gesteins ist nicht gleich dem des ultrabasischen Gesteins, die beiden Ausdrücke sind daher nicht synonym.

## Natursteinsorten
Ultramafitite werden als Dekor- oder als Grabsteine im Natursteinsektor verwendet. Bekannte Sorten sind der Solwark (Peridotit aus Norwegen) und der Poschiavo (serpentinitisierter Peridotit aus der Schweiz).